# Oribatula connexa
Oribatula connexa är en kvalsterart som beskrevs av Berlese 1904. Oribatula connexa ingår i släktet Oribatula och familjen Oribatulidae.

## Underarter
Arten delas in i följande underarter:
- O. c. connexa
- O. c. substriata
- O. c. ucrainica